# Anna Maria Muccioli
Anna Maria Muccioli (San Leo, 15 agosto 1964) è una politica sammarinese, membro del Consiglio Grande e Generale. Attualmente vive a Chiesanuova.

## Biografia
Di professione avvocato, fa parte del Partito Democratico Cristiano Sammarinese.
Il 5 maggio 2012 è diventata componente e presidente della Commissione antimafia della Repubblica di San Marino in seguito alle dimissioni del presidente Marco Gatti.
Il 1º ottobre 2013 è diventata Capitano Reggente assieme a Gian Carlo Capicchioni per un periodo di sei mesi fino al 1º aprile 2014.